# Фелікс фон Ботмер
Граф Фелікс Людвіг фон Ботмер (нім. Felix Ludwig Graf von Bothmer; 10 грудня 1852, Мюнхен — 18 березня 1937, Мюнхен) — німецький військовий діяч, генерал-полковник.

## Біографія
Син генерала графа Макса фон Ботмера і його дружини Лаури фон Райхерт. Вступив в Баварську армію в 1871 році. Протягом наступних сорока років служив в баварському військовому міністерстві і баварському генеральному штабі, 3 роки служив в Генеральному штабі в Берліні.
30 листопада 1914 року був призначений командиром 6-ї баварської резервної дивізії під Іпром, 22 березня 1915 року — командувачем 2-м баварським резервним корпусом (в травні 1915 року перейменованим в корпус Ботмера), який захищав перевали в Карпатських горах від нападів російських військ. В ході боїв з 5 лютого по 9 квітня 1915 роки зумів захопити хребет Джвінув. 7 липня 1915 очолив Південну армію, до складу якої входив Леґіон УСС. Разом з ними у липні—жовтні 1916 успішно протистояв наступові російських армій під керівництвом генерала Брусилова на Бережанщині. Після розформування південної армії очолив 4 лютого 1918 новостворену 19-у німецьку армію на Західному фронті в Ельзас-Лотарингії. 
Від листопада по грудень 1918 року, працював радником в баварському військовому міністерстві. Вийшов у відставку в грудні 1918 року.

## Звання
- Лейтенант (28 листопада 1871)
- Оберлейтенант (23 листопада 1882)
- Гауптман (31 жовтня 1888)
- Майор (22 вересня 1893)
- Оберстлейтенант (17 березня 1897)
- Оберст (21 липня 1900)
- Генерал-майор (18 травня 1903)
- Генерал-лейтенант (15 вересня 1905)
- Генерал піхоти (4 травня 1910)
- Генерал-полковник (9 квітня 1918)

## Нагороди

### Німецька імперія

#### Баварське королівство
- Військовий орден Максиміліана Йозефа
  - лицарський хрест (1915)
  - командорський хрест (1915)
  - великий хрест (1916)
- Орден «За заслуги» (Баварія)
  - 1-го класу
  - мечі до ордена 1-го класу
  - великий хрест з мечами
- Хрест «За вислугу років» (Баварія) 1-го класу
- Орден Людвіга (Баварія)
- Медаль принца-регента Луїтпольда
- Орден Святого Михаїла (Баварія) 1-го класу

#### Прусське королівство
- Пам'ятна військова медаль за кампанію 1870-71
- Орден Червоного орла 1-го класу
- Орден Корони (Пруссія) 1-го класу
- Князівський орден дому Гогенцоллернів, почесний хрест 1-го класу з мечами
- Столітня медаль
- Залізний хрест 2-го і 1-го класу
- Pour le Mérite з дубовим листям
  - орден (1 липня 1915)
  - дубове листя (19 липня 1917)

#### Саксонське королівство
- Орден Альберта (Саксонія)
  - великий хрест із зіркою
  - мечі до великого хреста
- Військовий орден Святого Генріха
  - лицарський хрест
  - командорський хрест 2-го класу (30 серпня 1917)

#### Інші країни
- Хрест Фрідріха (Ангальтське герцогство)
- Ганзейський Хрест (Бремен і Любек)
- Орден Генріха Лева, великий хрест (Брауншвейзьке герцогство)
- Орден Філіппа Великодушного, великий хрест з короною (Гессен-Дармштадтське ландграфство)
- Орден Вюртемберзької корони, великий хрест (Вюртемберзьке королівство)
- Почесний член Мюнхенського університету Людвіга-Максиміліана (10 грудня 1927)
- Почесний хрест ветерана війни з мечами (Третій Рейх)

### Австро-Угорщина
- Орден Леопольда (Австрія), великий хрест з військовою відзнакою
- Орден Залізної Корони 1-го класу з військовою відзнакою
- Хрест «За військові заслуги» (Австро-Угорщина) 1-го класу з військовою відзнакою
- Велика золота медаль «За військові заслуги» (Австро-Угорщина) 1-го класу з військовою відзнакою
- Почесний знак Австрійського Червоного Хреста 1-го класу з військовою відзнакою

### Османська імперія
- Золота медаль «Імтияз» з шаблями
- Золота медаль «Ліакат» з шаблями
- Галліполійська зірка
- Орден Меджида 1-го класу з шаблями

### Інші країни
- Орден Данеброг, лицарський хрест (Данія)
- Орден Священного скарбу 2-го класу (Японська імперія)
- Орден військових заслуг (Іспанія), великий хрест